# Claude Desrosiers
Pour les articles homonymes, voir Desrosiers.
Claude Desrosiers est un réalisateur québécois. Il est surtout connu pour avoir réalisé le film Dans une galaxie près de chez vous, sorti en 2004.

## Filmographie
- 1980 : Terre humaine : Philippe Demaison (acteur, série télévisée)
- 1998 : Traces d'étoiles (téléfilm)
- 2000 : Delirium (série télévisée)
- 2002 : Tabou (série télévisée)
- 2004 : Le Rire de la mer (téléfilm)
- 2004 : Dans une galaxie près de chez vous
- 2005 : Vice caché (série télévisée)
- 2006 : Les Hauts et les Bas de Sophie Paquin (série télévisée)
- 2009 : Aveux (série télévisée)
- 2010 : Les Rescapés (série télévisée)
- 2011 : Penthouse 5-0 (série télévisée)
- 2012 : Un sur 2 (série télévisée)
- 2012 : L'Empire Bo$$é (film)
- 2016 : Feux
- 2017 : Olivier
- 2018 : Le Jeu
- 2019 : Fragile
- 2019 : Appelle-moi si tu meurs
- 2021 : Doute raisonnable
- 2022 : C'est le spécialiste[1]

## Récompenses et Nominations

### Récompenses
- 2009 : Meilleure réalisation pour Aveux au Festival de la fiction TV de La Rochelle.